# Родригес, Фернанда
Ферна́нда Эрла́нгер Родри́гес (порт. Fernanda Erlanger Rodrigues; 21 октября 1979, Рио-де-Жанейро, Бразилия) — бразильская актриса.

## Биография
Фернанда Эрлангер Родригес родилась 21 октября 1979 года в Рио-де-Жанейро (Бразилия). У Фернанды есть сестра — Изабель Родригес.

## Карьера
Фернанда начала свою актёрскую карьеру в 1982 году со съёмок в рекламных роликов.
С 1991 года Родригес также снимается в кино.

## Личная жизнь
Фернанда замужем за актёром Раони Карнейру (род.1981). У супругов есть дочь — Луиза Карнейру (род.11.12.2009) и сын — Бенту Карнейру (род.11.02.2016).